# Киевская 3-я гимназия
Киевская 3-я гимназия — казённая мужская гимназия, открытая в Киеве в 1874 году.

## История
История учебного заведения восходит к 1809 году, когда на Подоле было открыто поветовое двухклассное училище. В 1833 году поветовое училище было преобразовано в трехклассное Киево-Подольское уездное училище, которое в 1836 году уступило место дворянскому училищу, пока последнее в 1868 году не было преобразовано в Киево-Подольскую прогимназию.
Высочайшим повелением от 3 июля 1874 года Киево-Подольская прогимназия была преобразована в Киевскую 3-ю гимназию. В 1878 году она переехала в особняк Назария Сухоты, располагавшийся на углу Александровской площади и Покровской улицы (современный адрес — Контрактовая площадь, 12). В 1876—1878 годах здание было перестроено для нужд гимназии.
В 1883—1895 годах почётным попечителем гимназии состоял А. Н. Терещенко, а с 1905 года — И. И. Рахманинов-младший. Среди выпускников гимназии: терапевт Ф. Г. Яновский, земский деятель И. Н. Леонтович, историк А. П. Оглоблин, поэт Д. М. Ратгауз, авиатор Л. М. Мациевич. Здесь же учились, но затем перешли в другие учебные заведения философ Л. И. Шестов и член Центральной рады УНР Н. М. Галаган.
В 1916—1917 учебном году в гимназии было 8 основных, 3 параллельных и один приготовительный класс; число учеников составляло 480 человек, плата за учение — 70 рублей в год.
В советское время в здании гимназии располагалась средняя школа № 20, а сейчас — Дом детского творчества.

## Директора
- 12.10.1874 — хх.хх.1880 — Николай Григорьевич Александрович
- 05.09.1880 — 10.09.1886 — статский советник (с 19.11.1876) Юлиан Иванович Сенинский (с 15.03.1883 — действительный статский советник)
- 31.10.1886 — 09.06.1892 — статский советник (с 31.12.1876) Константин Николаевич Воскресенский
- 02.07.1892 — 12.10.1898 — статский советник (с 14.08.1892) Алексей Павлович Истомин
- 12.10.1898 — 26.04.1903 — статский советник (с 02.10.1899) Евгений Адрианович Бессмертный
- 26.06.1903 — 16.01.1911 — статский советник Алексей Васильевич Старков (с 01.01.1905 —действительный статский советник)
- 21.03.1911 — хх.хх.1917 — Павел Николаевич Бодянский